# Федерализам
Федерализам (фр. federalisme, од лат. foedus — „договор”, „савез”) је основни принцип федерације, признавање политичког идеала федералне организације државе, односно жеља да се комбинује неколико појединачних држава у федерацију или претвори унитарна држава у федерацију. То је сложена друштвена и политичка структура створена удруживањем ужих целина у ширу заједницу како би се постигли неки трајнији циљеви. Федералисти су присталице федералне организације њихове државе или свих држава уопште. Као облик политичког удруживања федерализам се јавља већ у антици где су Грци у циљу одбране од Персијанаца стварали различите облике удруживања и сарадње. Најстарији такав облик удруживања је Јонска лига, након које следе Беотијски савез, Лакедемонски савез, Панхеленска лига и друге.
У средњем веку такође долази до стварања ширих сложених заједница са истим интересима. У северној Италији развијени градови стварају Ломбардијску лигу у 11. веку, у Немачкој Ханса у 13. веку, а сличних примера је било и широм европе. Федерализам је први пут примењен у САД 1787. године, а након тога се проширио на многе светске државе. Посебан облик федерализма је био развијен и у СФРЈ и био је разрађен у уставу из 1974. године. У Европи „федералистима“ се понекад називају они који се залажу за поптуне савезне владе, распореде власти на регионални, национални и наднационални ниво. Европски федерализам је настао у посљератној Европи, а једна од најважнијих иницијатива у том правцу био је говор Винстона Черчила у Цириху 1946. године.
Федерализам се разликује од конфедерализма, у којем је општи ниво власти подређен регионалном нивоу, и од деволуције унутар унитарне државе, у којој је регионални ниво власти подређен општем нивоу. То представља централну форму на путу регионалне интеграције или раздвајања, ограничену са мање интегрисане стране конфедерализмом, а са више интегрисаном деволуцијом унутар унитарне државе.

## Преглед

### Етимологија
Изрази „федерализам” и „конфедерализам” имају корен у латинској речи foedus, што значи „уговор, пакт или споразум”. Њихово уобичајено рано значење до касног осамнаестог века било је једноставна лига или међувладин однос међу сувереним државама заснован на уговору. Стога су у почетку били синоними. У том смислу је Џејмс Мадисон у Федералисту бр. 39 поменуо нови Устав САД као „ни национални ни федерални устав, већ састав оба“ (тј. као да не чини ни једну велику унитарну државу нити лигу/конфедерацију између неколико малих држава, али хибрид те два приступа). Током деветнаестог века у Сједињеним Државама, значење федерализма се променило, ојачавајући да се јединствено односи на нову сложену политичку форму установљену Филаделфијском конвенцијом, док ће значење конфедерализма остати на лиги држава.

### Порекло
У ужем смислу, федерализам се односи на начин на који је политичко тело једне државе организовано изнутра, и то је значење које се најчешће користи у модерним временима. Политиколози га, међутим, користе у много ширем смислу, позивајући се уместо тога на „вишеслојни или плуралистички концепт друштвеног и политичког живота“.
Први облици федерализма настали су у античко доба, у виду савеза између држава. Неки примери из седмог до другог века п. н. е. били су Архаични савез, Етолски савез, Пелопонески савез и Делски савез. Рани предак федерализма био је Ахајски савез у хеленистичкој Грчкој. За разлику од грчких градова држава класичне Грчке, од којих је свака инсистирала на очувању своје потпуне независности, променљиви услови у хеленистичком периоду натерали су многе градске државе да се удруже чак и по цену губитка дела свог суверенитета. Каснији савези држава укључивали су прву и другу Швајцарску конфедерацију (1291–1798 и 1815–48), Уједињене провинције Холандије (1579–1795), Немачки Бунд (1815–66), прву америчку унију познату као Конфедерација Сједињених Америчких Држава (1781–89), и друга америчка унија формирана као Сједињене Америчке Државе (1789–1865).

### Политичка теорија
Савремени федерализам је политички систем заснован на демократским правилима и институцијама у којима је власт за управљање подељена између националних и покрајинских/државних влада. Термин федералиста описује неколико политичких уверења широм света у зависности од контекста. Пошто термин федерализација такође описује карактеристичне политичке процесе, његова употреба зависи и од контекста.
У политичкој теорији препознају се два главна типа федерализације:
- интегративна,[11] или агрегативна федерализација,[12] означавајући различите процесе као што су: интеграција нефедеративних политичких субјеката стварањем нове федерације, приступање нефедеративних субјеката у постојећу федерацију или трансформација конфедерације у федерацију
- деволутивна,[11] или дисагрегативна федерализација:[13] трансформација унитарне државе у федерацију

### Разлози за усвајање
Према Данијелу Зиблату, постоје четири конкурентна теоријска објашњења у академској литератури за усвајање федералних система:
- Идејне теорије, које сматрају да већа идеолошка посвећеност децентралистичким идејама у друштву чини федерализам вероватнијим за усвајање.
- Културно-историјске теорије, које сматрају да је већа вероватноћа да ће федералне институције бити усвојене у друштвима са културно или етнички фрагментираном популацијом.
- Теорије „друштвеног уговора“, које сматрају да се федерализам појављује као погодба између центра и периферије где центар није довољно моћан да доминира периферијом, а периферија није довољно моћна да се отцепи од центра.
- Теорије „инфраструктурне моћи“, које сматрају да ће се федерализам вероватно појавити када подјединице потенцијалне федерације већ имају високо развијену инфраструктуру (нпр. оне су већ уставне, парламентарне и административно модернизоване државе).[14]

Имануел Кант је приметио да „проблем успостављања државе може да реши чак и нација ђавола“ докле год поседују одговарајући устав који супротставља супротстављене фракције једне против других уз систем провере и равнотеже. Често су поједине државе захтевале федерацију као заштиту од могућности рата.
Заговорници федералних система су историјски тврдили да подела власти својствена федералним системима смањује унутрашње претње безбедности, као и стране претње. Федерализам омогућава државама да буду велике и разнолике, ублажавајући ризик од тиранске владе кроз централизацију моћи.

## Федерализам у Европи
У Европи, „федерализам“ се понекад користи да опише оне који се залажу за заједничку федералну владу, са распоређеном моћи на регионалном, националном и наднационалном нивоу. Унија европских федералиста се залаже за овај развој унутар Европске уније, који на крају води ка Сједињеним Европским Државама.